# Na Đại
Na Đại (tiếng Trung: 那大; bính âm: Nàdà) là một trấn thuộc thành phố Đam Châu, tỉnh Hải Nam, Trung Quốc. Nai Đại có lịch sử hơn 400 năm và là trung tâm đô thị của Đam Châu từ năm 1958. Trấn có 220.000 cư dân vào năm 2010. Na Đại nằm tại phần tây bắc của Hải Nam, cách tỉnh lị Hải Khẩu 137 km, và cách Tam Á 228 km theo đường cao tốc. Tổng diện tích của trấn là 238,76 km², còn khu vực đô thị hoá là 25 km².
Na Đại được hình thành khi sáp nhập hai thôn là Na Niệm (那念) và Đại Đồng (大同). Tên Na Đại được ghép từ chữ đầu của hai thôn. Đầu thập niên 1950, Na Đại là bộ phận của khu thứ bảy của Đan huyện. Huyện Na Đại được thành lập vào tháng 5 năm 1957, trấn Na Đại là huyện lị. Đến tháng 12 năm 1958, huyện Na Đại hợp nhất với huyện Đan, huyện lị của huyện Đan mới được chuyển đến trấn Na Đại
Tính đến năm 2013, Na Đại có 11 xã khu (社区), 21 thôn, và 8 nông trường.
Theo điều tra nhân khẩu năm 2010, Na Đại có 220 nghìn cư dân. Cư trấn địa phương nói nhiều phương ngôn như phương ngôn Đam Châu, tiếng Quảng Đông, tiếng Khách Gia, tiếng Hải Nam, tiếng Lê. Quan thoại cũng được nói rộng rãi.
Na Đại nằm gần Sân bay Đam Châu, cách 25 km về phía đông bắc Nada. Sân bay này thuộc hạng quốc tế, được xây dựng để đáp ứng lượng du khách ngày càng tăng lên đến với khu vực.